# Alfons Blat Monzó
Alfons Blat Monzó   (Benimàmet, 19 d'abril de 1904 - València, 11 de juny de 1970) fou un ceramista valencià, germà del pintor Ismael Blat Monzó, que feu innovadores aportacions teòriques i pràctiques, marcant un punt d'inflexió d'una nova època en la ceràmica valenciana.
Junt a Josep Llorens Artigas fou responsable de l'impuls que als anys 1930 va tindre la ceràmica artística d'autor, allunyant-se dels gustos neohistoricistes i cercant el desenvolupament d'una ceràmica valorada per les seues qualitats matèriques i tècniques, i la confiança en l'ensenyament per a superar l'endarreriment. Blat realitzà una obra ceràmica per a la societat contemporània i fou defensor del concepte que la matèria ceràmica era portadora de valors estètics propis, apreses en el seu període de formació realitzat per Europa entre els anys 1931 i 1932. L'exaltació de la tècnica i de les qualitats del material ceràmic es veuran reflectides en el conjunt de l'obra que realitzà des de 1931 fins al final, on incorporà decoracions de tendència figurativa de base acadèmica o de volences historicistes.

## Trajectòria
La seua formació artística comença l'any 1918 a l'Escola d'Arts Aplicades i Oficis Artístics de València i més tard en l'Escola de Belles Arts de Sant Carles de València, on havia coincidit amb Juan Bautista Alós. El 1925 es converteix en professor de dibuix i comença a treballar en la fàbrica de ceràmica de Manises Hijos de Justo Vilar i cap al 1928 instal·la un taller de ceràmica a Benimàmet. Entre setembre de 1931 i octubre de 1932 va fixar la seua residència a París en aconseguir una beca del Ministeri d'Instrucció Pública i Belles Arts. Conegué els treballs ceràmics realitats al centre d'Europa (Limoges i Vierzon a França), Saxònia a Alemanya, Països Baixos. A París va estudiar a l'Institut Nacional de Ceràmica i en la Manufactura de Porcellana de Sèvres. Dels seus viatges va aconseguir un alt coneixement de l'alemany i del francés que li van permetre estar en contacte amb les tècniques més avançades a través de publicacions especialitzades. El 1940 es casa amb Amparo Saborit Coy, i el 1944 trasllada el taller de ceràmica a la casa de la seua muller a Paterna. El 1947 el nomenen professor i posteriorment el 1948 director, de l'Escola Pràctica de Ceràmica de Manises, al mateix temps que exercix de professor de taller de ceràmica de l'Escola d'Arts i Oficis de València. El 1957 li concedeixen una beca per viatjar a França, Alemanya i Itàlia on coneix l'organització i mètodes pedagògics de diverses escoles de ceràmica.

## Exposicions
- 1935 Cercle de Belles Arts València.[5]
- 1936 Sala d'Amics d'Art de Madrid.[5]
- 1945 Museu d'Art Modern de Madrid.[5]
- 1945 Sala Busquets de Barcelona.[5]
- 1947 Galería Quint de Palma.[5]
- 1947 Casa Alonso de Bilbao.[5]
- 1947 Exposició Nacional d'Arts Decoratives (obtenint la tercera medalla).[5]
- 1949 Exposició Nacional d'Arts Decoratives (obtenint la segona medalla).[5]
- 1956 Ateneu Mercantil de València.[5]